# Tibo De Smet
Tibo De Smet (28 maggio 1999) è un mezzofondista belga.
È diventato campione belga nel 2022.

## Carriera
De Smet si è concentrato prima sui 400 m, ma è passato agli 800 m. Nel 2021 ha preso parte ai Campionati Europei under 23 a Tallinn su quella distanza. È stato eliminato al terzo posto in semifinale. È diventato campione belga negli 800 m per la prima volta con un record personale nel 2022. Con quel tempo, è sceso al di sotto del minimo per la partecipazione ai campionati europei nello stesso anno a Monaco.
Durante un incontro in Lussemburgo nel gennaio 2023, De Smet ha migliorato il record indoor belga di Eliott Crestan con 1:45"04. Questo gli ha dato anche la qualificazione per i Campionati Europei Indoor nello stesso anno.
De Smet è affiliato al Racing Club Gent Atletiek.

## Palmarès
| Anno | Manifestazione  | Sede      | Evento      | Risultato   | Prestazione | Note  |
| ---- | --------------- | --------- | ----------- | ----------- | ----------- | ----- |
| 2021 | Europei U23     | Tallinn   | 800 m piani | Batteria    | 1'48"70     |       |
| 2022 | Europei         | Monaco    | 800 m piani | Semifinale  | 1'49"10     | [ 1 ] |
| 2023 | Europei indoor  | Istanbul  | 800 m piani | Batteria    | 1'48"43     |       |
| 2024 | Mondiali indoor | Glasgow   | 800 m piani | Semifinale  | 1'48"47     |       |
| 2024 | Mondiali indoor | Glasgow   | 4×400 m     | Oro         | 3'02"54     | [ 2 ] |
| 2024 | Europei         | Roma      | 800 m piani | Batteria    | 1'46"71     |       |
| 2024 | Giochi olimpici | Parigi    | 800 m piani | Ripescaggio | 1'46"59     |       |
| 2025 | Europei indoor  | Apeldoorn | 800 m piani | Batteria    | 1'46"79     |       |

## Campionati nazionali
2020
- Bronzo ai campionati belgi, 800 m piani - 1'50"45

2021
- Bronzo ai campionati belgi, 800 m piani - 1'49"28

2022
- Oro ai campionati belgi, 800 m piani - 1'45"32
- Bronzo ai campionati belgi indoor, 800 m piani - 1'46"80

2023
- Bronzo ai campionati belgi, 800 m piani - 1'47"37
- Argento ai campionati belgi indoor, 800 m piani - 1'49"65

## Altre competizioni internazionali
2021
- 7º al Memorial Van Damme ( Bruxelles), 800 m piani - 1'47"68